# پال تونکو
پال تونکو (به انگلیسی: Paul Tonko) نمایندهٔ حوزه انتخابیه بیستم نیویورک از حزب دموکرات ایالات متحده آمریکا در مجلس نمایندگان ایالات متحده آمریکا است که برای نخستین‌بار در ۲۹ ژانویه ۲۰۰۹ میلادی به‌عضویت این مجلس درآمد.